# مصطفى عبد اللطيف
مصطفى عبد اللطيف (مواليد 15 ديسمبر 2003) هو لاعب كرة قدم محترف يلعب في مركز خط الوسط لصالح نادي هانوفر 96 الثاني في الدوري الألماني الدرجة الثالثة. وُلد في ألمانيا، ويمثل المنتخب السوري على المستوى الدولي.

## المسيرة مع الأندية
انضم عبد اللطيف إلى صفوف ناشئي هرتا برلين قادمًا من تنس بوروسيا برلين في عام 2015.
رُقي في عام 2022 إلى فريق هرتا برلين الثاني، حيث شارك خلال الموسمين التاليين في 55 مباراة سجل خلالها 15 هدفًا. في يونيو 2024، انتقل إلى هانوفير 96 الثاني، المنافس في الدوري الألماني الدرجة الثالثة.
شارك في أول مباراة رسمية له مع الفريق في افتتاح موسم 2024–25، حيث دخل كبديل في مواجهة إرزبيرغه آوه.

## المسيرة الدولية
خاض عبد اللطيف أول مباراة دولية له مع منتخب سوريا في 3 سبتمبر 2024، وذلك خلال مواجهة منتخب موريشيوس ضمن كأس القارات 2024 في الهند. خلال المباراة، ارتطمت تسديدته بأحد مدافعي موريشيوس وانتهت في الشباك.
شارك عبد اللطيف كأساسي ولعب 74 دقيقة في المباراة التي انتهت بفوز سوريا 2–0، وواصل المنتخب مشواره في البطولة حتى تُوج باللقب. قبل ذلك، كان قد شارك مع منتخب سوريا تحت 23 عامًا في خمس مباريات، أحرز خلالها ثلاثة أهداف.
جاءت أهدافه الثلاثة جميعها في مباراة الفوز على منتخب بروناي تحت 23 سنة ضمن تصفيات كأس آسيا تحت 23 سنة 2024.

### إحصاءات المسيرة الدولية
اعتبارًا من المباراة التي لعبت في 25 مارس 2025.
| سوريا   | سوريا     | سوريا   |
| السنة   | المباريات | الأهداف |
| ------- | --------- | ------- |
| 2024    | 2         | 0       |
| 2025    | 1         | 0       |
| المجموع | 3         | 0       |